# Jean Marie River
Jean Marie River je sídlo v regionu Dehcho v kanadských Severozápadních teritoriích. Leží na řece Mackenzie. Nachází se zde malé letiště. Přístup je sem rovněž po malé cestě, která 27 kilometrů od Jean Marie River odbočuje z Mackenzie Highway. V roce 2012 zde žilo 71 obyvatel.